# Rdestnica wydłużona
Rdestnica wydłużona (Potamogeton praelongus Wulfen) – gatunek rośliny z rodziny rdestnicowatych. Występuje na półkuli północnej w strefie klimatów umiarkowanych.
W Polsce rośnie w rozproszeniu w części niżowej.

## Morfologia
ŁodygaRozgałęziona, biaława, obła, w górnej, ulistnionej części zygzakowato powyginana.
LiścieWszystkie zanurzone, siedzące, obejmujące łodygę zaokrągloną sercowato nasadą, o gładkich brzegach, lancetowate, do 13 cm długości i 4,5 cm szerokości. Część szczytowa liścia ściągnięta kapturkowato. Języczek liściowy trwały, do 6 cm długości.
KwiatyZebrane w kłosy o długości 3-5 cm. Szypuły o długości około 30 cm, nie zgrubiałe w górnej części.
OwocZ ostrą listwą grzbietową i prostą krawędzią brzuszną, do 4 mm długości.

## Biologia i ekologia
Bylina, hydrofit. Kwitnie od maja do sierpnia. Rośnie w wodach. Liczba chromosomów 2n =52. Krzyżuje się z rdestnicą połyskującą, dając trwały gatunek hybrydowy Potamogeton × jutlandicus. Gatunek charakterystyczny zespołu Potametum filiformis. W jeziorach środkowej i zachodniej Europy występuje w wodach o różnym stanie ekologicznym, ale jest jednym z gatunków najczęściej spotykanych w wodach o dobrym stanie, zwłaszcza w jeziorach bardzo płytkich.

## Zagrożenia i ochrona
Roślina umieszczona na polskiej czerwonej liście w kategorii EN (zagrożony). Znajduje się także w czerwonej księdze gatunków zagrożonych w kategorii LC (najmniejszej troski).